# Dilili a París
Dilili a París, títol original en francès Dilili à Paris, és una pel·lícula d'animació franco-belga-alemanya de Michel Ocelot estrenada l'any 2018. Explica les aventures de la Dilili, una jove canac que arriba de Nova Caledònia al París de la Belle Époque, on investiga amb un amic repartidor anomenat Orel i molts altres personatges com l'Emma Calvé. Tots seran presents per trobar unes noies que han desaparegut misteriosament, segrestades per una xarxa de bandits anomenats els Mestres Masculins. S'ha doblat i subtitulat al català.

## Sinopsi
Durant la Belle Époque, la petita mestissa Dilili va formar part d'un poble canac instal·lat en un parc parisenc. L'Orel, un repartidor, s'enfila al recinte per trobar-se amb la Dilili, que el troba al vespre. Ella li explica la seva història: té avantpassats tan europeus com canacs, va ser educada per Madame Michel (que no és altra que Louise Michel), després quan va arribar a París va conèixer una comtessa que li va ensenyar les bones maneres. L'Orel ofereix a la Dilili un passeig per París a bord del seu escúter mentre fa els seus lliuraments. Entusiasta, la Dilili descobreix els carrers i les places de París. Coneixen Marie Curie, a qui l'Orel havia de portar la seva filla Ève, després la cantant Emma Calvé, amiga de l'Orel, a qui li agrada cantar al llac subterrani que s'estén sota l'òpera Garnier, així com l'escriptor Marcel Proust en companyia del seu amic Reynaldo Hahn. La petita anota a la seva llibreta els noms de les celebritats que coneix i que li donen tota mena d'idees per a les feines que voldria fer més endavant. Molt ràpidament, la Dilili està intrigada pels anuncis dels venedors de diaris: les nenes són segrestades regularment per una xarxa de bandolers que signen els seus crims amb el nom de "Mestres masculins". La Dilili decideix immediatament investigar per trobar les noies desaparegudes. Ella mateixa és víctima d'un primer intent de segrest en un parc públic, però és salvada per l'Orel: caldrà anar amb compte, perquè els Mestres Masculins són a tot arreu.
La investigació porta la Dilili i l'Orel al Moulin du Diable, a Montparnasse, als barris pobres on són mal rebuts. Travessen la palissada, però són atacats per un mastí rabiós que mossega l'Orel amb el risc de transmetre-li alguna malaltia. La Dilili posa l'Orel al patinet i torna a baixar corrents cap a l'Institut Pasteur, on demana a Louis Pasteur que vacuni l'Orel. Un cop aquest darrer sigui fora de perill, es pot reprendre la investigació. Pasteur i el seu entorn donen noves pistes al duet d'investigadors. Després van al Bateau-Lavoir, un edifici que acull molts pintors del moment. Allà s'assabenten que els bandolers es troben regularment als espectacles del Moulin Rouge. La Dilili hi coneix la Colette, després el pintor i cartellista Henri de Toulouse-Lautrec, que els ajuda a trobar dos dels bandits. Mentre escolta la seva conversa, la Dilili s'assabenta que s'estan preparant per robar una joieria amb un equip que un dels bandits recuperarà "a les portes de l'infern". Els dos joves detectius van immediatament a la policia, però ningú els creu. Els seus amics pintors els dirigeixen a l'estudi de l'escultor Auguste Rodin, perquè la "porta de l'infern" és el nom d'una de les seves escultures. La Dilili hi admira una obra de Camille Claudel. Quan arriben al jardí on hi ha la "porta de l'infern", el bandoler ja és allà i l'Orel el persegueix sense èxit: tan bon punt surt al carrer, el Mestre Mascle s'escapa inexplicablement. Tanmateix, prenen el seu lloc per vigilar el robatori a prop de la joieria. La Dilili distreu el bandoler que fa guàrdia, mentre l'Orel desenganxa el cavall del seu carruatge. Quan el bandoler encarregat del robatori surt de la joieria, la Dilili utilitza la seva corda per enredar-li les cames i assolar-lo: el seu botí cau a terra i els dos bandolers són detinguts per la policia. Un testimoni admirat, que resulta ser el príncep de Gal·les que passa per París, dona suport a la Dilili davant d'un policia hostil.

## Premis
- El personatge Dilili va ser nomenat missatger d'UNICEF per l'UNICEF el setembre de 2018, a causa dels valors que defensa a la pel·lícula, és a dir, la lluita per l'apoderament de les noies i la igualtat de gènere.[4]
- Premis Lumières 2019: Lumière a la millor pel·lícula d'animació[5][6]
- César 2019: Cèsar a la millor pel·lícula d'animació